# Belfried (Thionville)

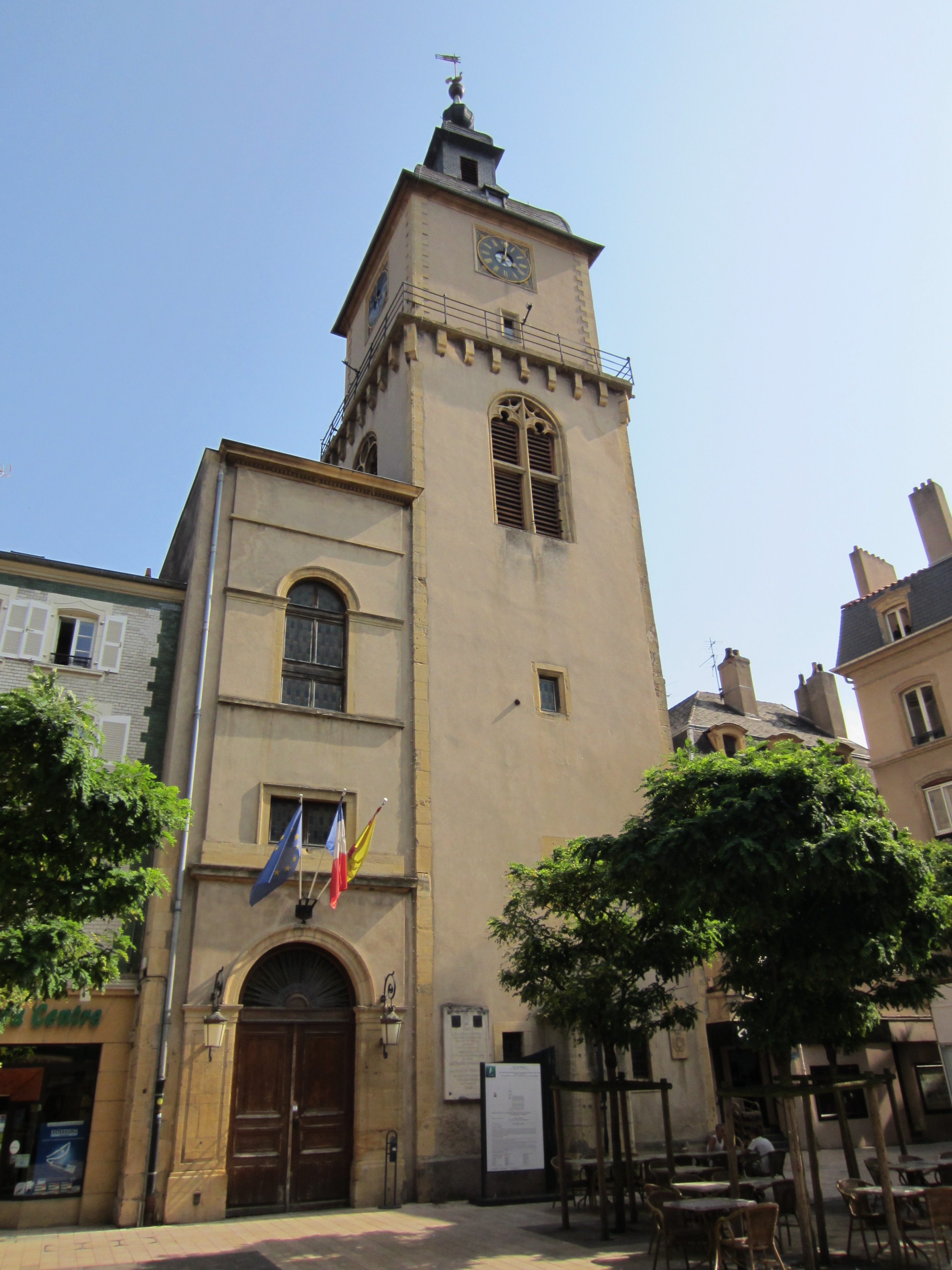
Belfried in Thionville

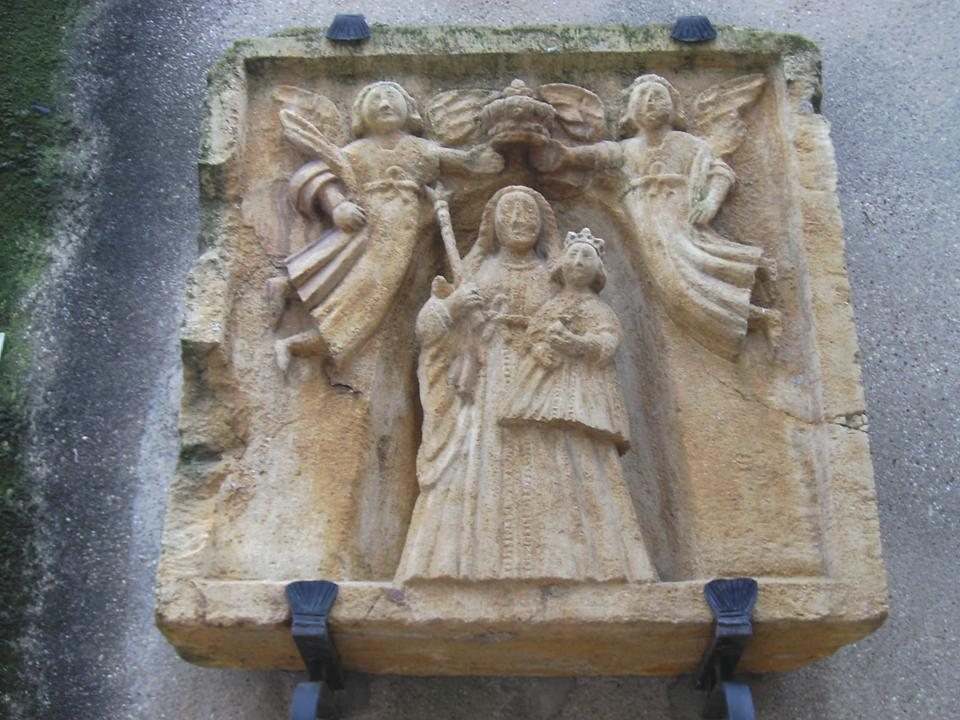
Mittelalterliches Relief am Belfried (Thionville)

Der Belfried in Thionville, einer Stadt im französischen Département Moselle in der Region Grand Est, ist ein Belfried aus dem 14. Jahrhundert. Er befindet sich an der Place du Marché und ist seit 1980 als Baudenkmal (Monument historique) geschützt.

## Geschichte
Die Grafen von Luxemburg erlaubten den Bürgern von Thionville 1239 die Stadt zu befestigen und einen hohen Wachturm zu errichten. Dieser wurde zum Symbol der städtischen Freiheiten. Er wurde, nachdem ein Vorgängerturm abgerissen wurde, gemeinsam mit dem Rathaus und einem Hospital im 14. Jahrhundert errichtet. Die Glocke im Turm ist bereits für 1363 bezeugt.
Der Turm besteht aus drei Stockwerken mit Kreuzrippengewölben, die im 16. Jahrhundert errichtet wurden. Der obere Teil des Turmes wurde 1699 erneuert und mit einer geschieferten Haube versehen, die heute einen Dachknauf mit Wetterfahne trägt. Nachdem das Rathaus (Hôtel de Ville) Ende des 19. Jahrhunderts in das ehemalige Klarissenkloster umzog, wurden die Gebäude um den Belfried verändert.
Die Uhr des Turmes wurde 1859 von der Werkstatt des Straßburger Uhrmachers Jean-Baptiste Schwilgué eingebaut.